# Schweizer Bahnhofsuhr

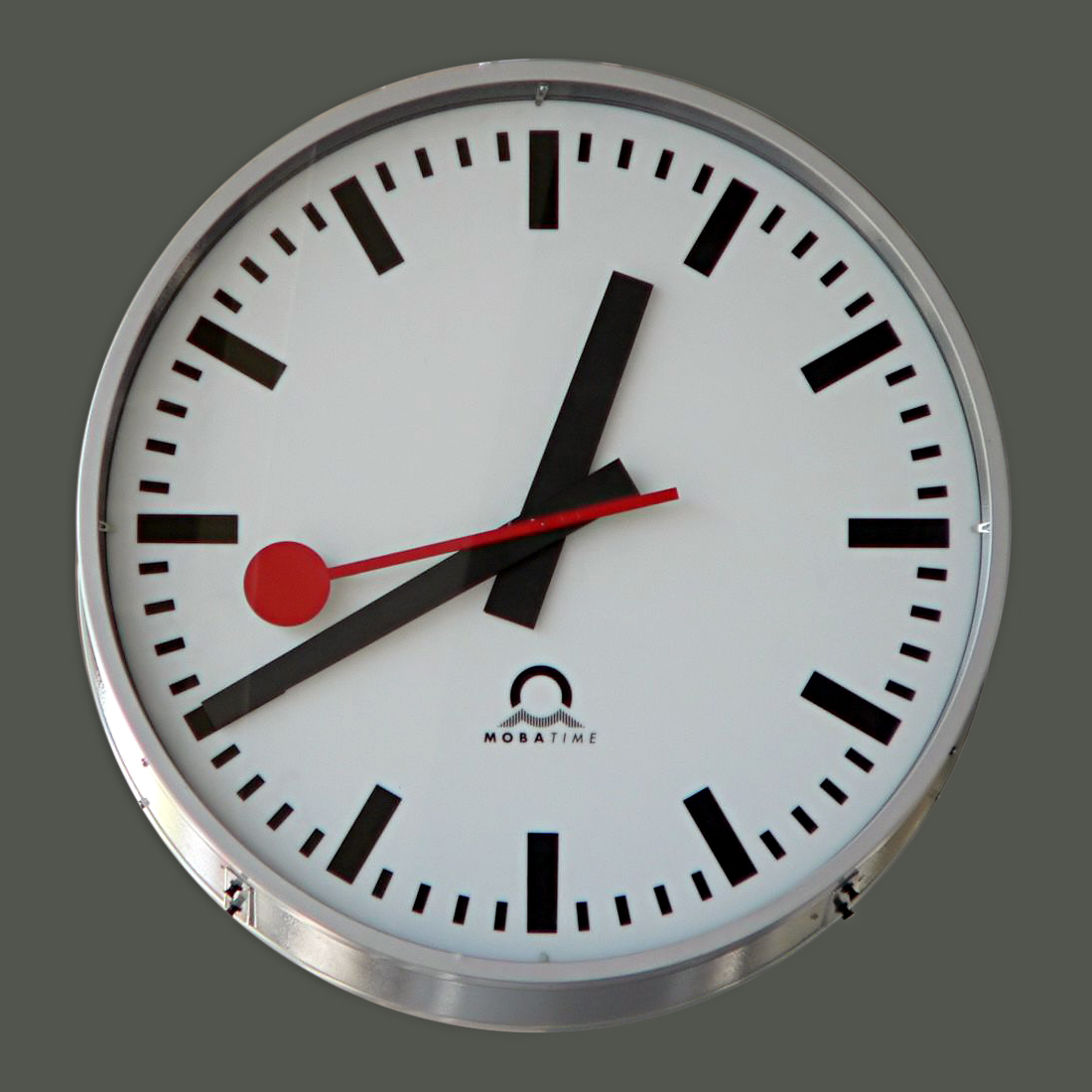
Schweizer Bahnhofsuhr

Die Schweizer Bahnhofsuhr wurde 1944 von dem Schweizer Ingenieur und Gestalter Hans Hilfiker für die Schweizerischen Bundesbahnen (SBB) entworfen. Sie zeichnet sich durch eine sehr klare, reduzierte Gestaltung mit schwarzen Skalenstrichen auf weissem Grund und balkenförmigen, schwarzen Stunden- und Minutenzeigern aus; Ziffern fehlen. Dieses auch aus grösserer Entfernung leicht ablesbare Layout wurde international zum Vorbild für Bahnhofsuhren.
Später ergänzte Hilfiker in Zusammenarbeit mit dem Hersteller Mobatime die Uhr um einen roten Sekundenzeiger in Form eines dünnen Stabs mit runder Endscheibe, die an die Befehlskelle des Stationsvorstands erinnert. Technisch ist es eine Minutensprunguhr mit zusätzlicher schleichender Sekunde. Der Sekundenzeiger «bringt Ruhe in die letzte Minute und erleichtert die pünktliche Zugsabfertigung» (Hilfiker). Er läuft etwas zu schnell, sodass er zu jeder vollen Minute ca. 1,5 Sekunden stehenbleibt, um auf das Minutensignal zu warten. Sein minütlicher Stopp wird als besonderes Kennzeichen der Schweizer Bahnhofsuhr heute noch nachgebaut, obwohl die ursprünglichen technischen Einschränkungen, die zu dieser Lösung führten, nicht mehr zutreffen. Die Ergänzung um den roten Sekundenzeiger – teilweise auch mit minütlichem Stopp – wurde von anderen Bahngesellschaften übernommen.

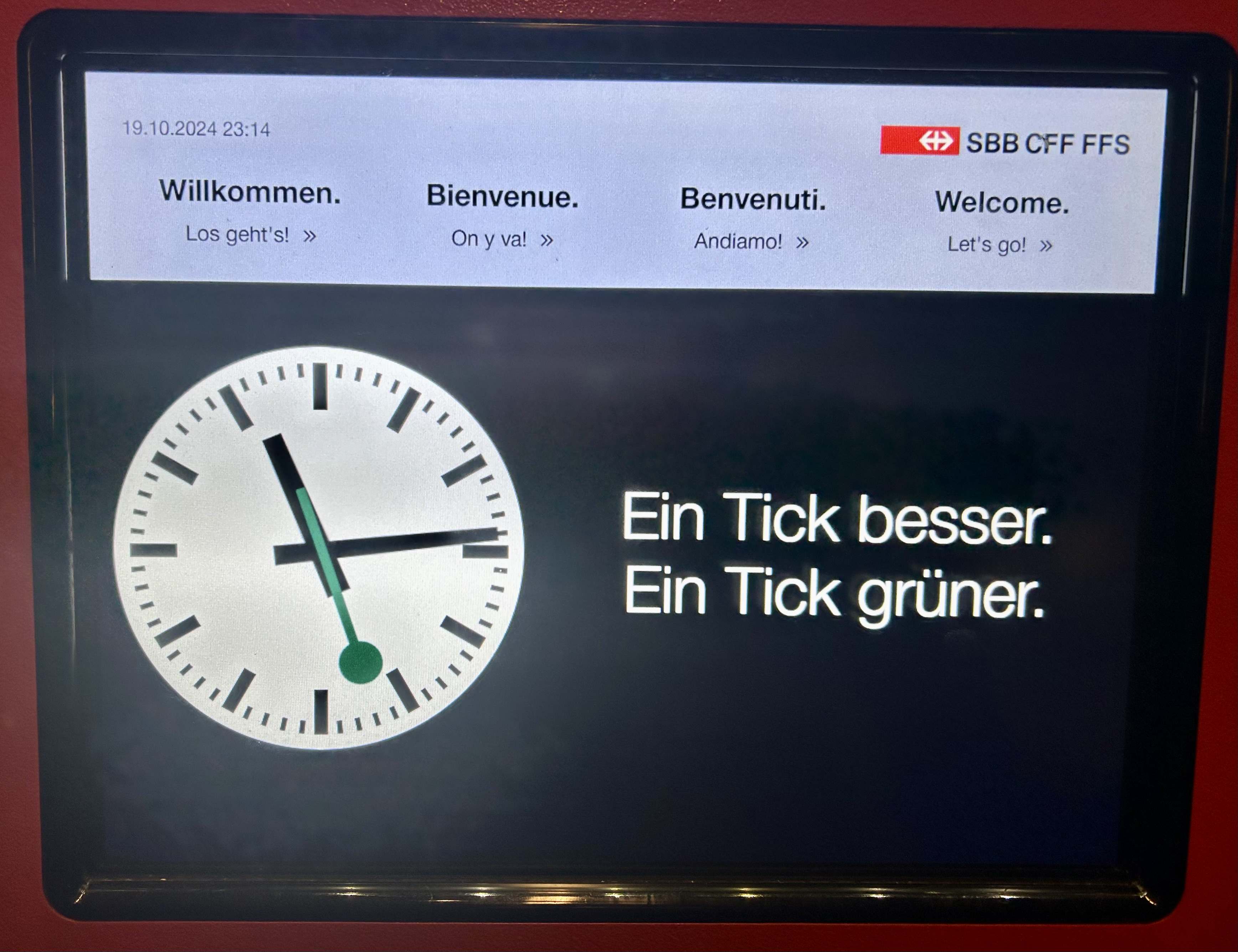
Bahnhofsuhr mit grünem Zeiger

Um ihr Engagement für Nachhaltigkeit darzustellen, hat die SBB im Frühling 2024 unter dem Motto «Ein Tick besser, ein Tick grüner» je eine Uhr in den Bahnhöfen Zürich, Lausanne und Bellinzona sowie den digitalen Uhren auf den Informationskanälen mit grünem Sekundenzeiger ausgestattet.

## Pause des Sekundenzeigers

Sekundenstopp und Minutensprung, animiert

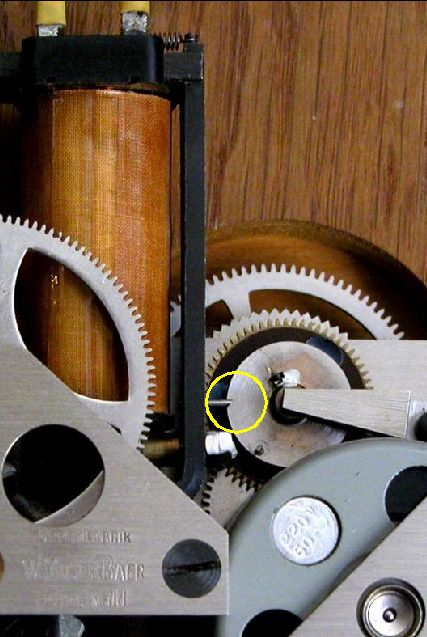
Werk einer Schweizer Bahnhofsuhr, hergestellt von Mobatime, Modell 1947 bis 1959

Die ungewöhnliche Pause des Sekundenzeigers hat technische Gründe. Der Aufwand für einen von der Mutteruhr zu den Nebenuhren zusätzlich zu leitenden Sekundenimpuls sollte vermieden werden. Ausserdem hätte das häufige Springen eines Sekundenzeigers solcher Grösse die Lebensdauer der Uhr beeinträchtigt. Daher wurde für dessen Antrieb ein mit Ortswechselstrom betriebener, kontinuierlich drehender Synchronmotor gewählt. Um Frequenzschwankungen zu begegnen, wurde der Antrieb so ausgelegt, dass der Zeiger bei damals garantierter minimaler Netz-Frequenz von etwa 48,5 Hertz eine volle Umdrehung pro Minute absolviert. Der Start zu seiner nächsten Umdrehung erfolgt mit dem Minutenimpuls:

«Oben angekommen wird er angehalten, bis ihn der folgende Minutenimpuls, der den grossen Zeiger vorwärtswirft, gleichzeitig für seine nächste Umdrehung wieder freigibt.»

Diese relativ grosse Pause (1,5 Sekunden bei Nennfrequenz) könnte bei der inzwischen erreichten hohen Genauigkeit des 50-Hertz-Wechselstrom-Netzes verkleinert werden, ist aber bei den Schweizer Bahnhofsuhren bis heute nicht verändert worden.
Das Anhalten des Sekundenzeigers ist durch Abschalten des Synchronmotors möglich. Der Hersteller Mobatime wählte aber von Anfang an (1947) eine mechanische Lösung. In die Nut am Umfang einer Scheibe rastet ein Stift ein, der vom Magneten, der auch den Minutenzeiger minütlich bewegt, kurzzeitig herausgezogen wird. Durch das Einrasten ist gewährleistet, dass der Sekundenzeiger eine sichere Ruhelage bekommt. Der Synchronmotor dreht permanent. Während des Sekundenstopps rutscht er in einer im Antriebsstrang befindlichen Reibungskupplung.

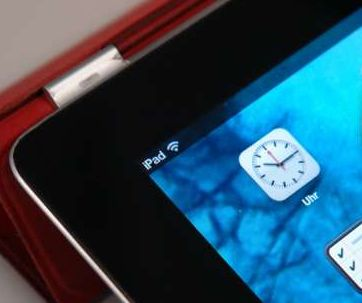
Die Schweizer Bahnhofsuhr auf dem Apple iPad

## Bekanntheit des Designs
Das Design wurde für Armbanduhren des Schweizer Uhrenproduzenten Mondaine Watch Ltd. in Absprache mit den SBB übernommen und seit 1986 in der Schweiz hergestellt. Mondaine darf diesen Uhrentyp als offizielle Schweizer Bahnhofsuhr fürs Handgelenk bezeichnen. Es gibt diese Uhr sowohl als übliche Quarz-Armbanduhr, als auch als Uhr mit minütlichem Stopp des Sekundenzeigers und Minutensprung. Antrieb ist bei Letzterer auch ein quarzgesteuerter Schrittmotor mit etwa 3 Hertz, um das stetige Drehen des Sekundenzeigers des Originals in etwa zu simulieren.
Das Motiv der Schweizer Bahnhofuhr wurde auf der 85-Rappen-Marke der Briefmarkenserie «Designklassiker der Schweiz» abgebildet.
Das Technologieunternehmen Apple verwendete ab September 2012 (mit iOS 6) als Zeitanzeige auf Mobilgeräten wie dem iPhone und dem iPad die Schweizer Bahnhofsuhr. Eine Verständigung mit den SBB, für die das Design dieser Uhr geschützt ist, erfolgte erst nachträglich. Im Oktober 2012 wurde eine Lizenzgebühr nach Angaben des Tages-Anzeigers, der sich auf verschiedene Quellen beruft, von offenbar rund 20 Millionen Schweizer Franken (ca. 16,5 Millionen Euro) vereinbart. Mit der Einführung von iOS 7 im September 2013 verzichtete Apple auf das Design der Schweizer Bahnhofsuhr.

## Präsentationsgeschichte
Die ersten Artikel zur Schweizer Bahnhofsuhr stammen von Hans Hilfiker, in seiner Funktion als Elektroingenieur der SBB. Im Artikel Elektrische Uhrenanlagen in der Jubiläumspublikation Ein Jahrhundert Schweizer Bahnen (1947) legte Hilfiker erstmals die grundlegenden Gedanken zur Einführung einer Bahnhofsuhr mit Sekundenzeiger dar. Zwei anonyme technische Zeichnungen zeigen das «Normalzifferblatt für Nebenuhren gemäss den Ausführungsbestimmungen der SBB und PTT vom Jahre 1944» und das «Zifferblatt für Perronuhr mit Sekundenzeiger (Synchronmotor-Antrieb des Sekundenzeigers)».
Der Text verweist auf erste Versuche mit Sekundenzeigern im Design der heute gebräuchlichen schleichenden «Sekundenkelle», welche seit 1943 durchgeführt wurden: 
«In Bahnhöfen mit höchster Ausnützung der Geleiseanlagen wird seit längerer Zeit die minütliche Bewegungspause der Nebenuhren als zu lang empfunden. […] Seit 1943 leisten daher im Hauptstellwerk Zürich Nebenuhren mit Sekundenzeigern […] sehr gute Dienste. Der stossfreie Gang des Synchronwerks erlaubt eine von der üblichen Nadelform abweichende, die Ablesbarkeit für grössere Entfernung gewährleistende Gestaltung des Sekundenzeigers […]). 1946 wurden die Perronuhren und eine Fassadenuhr […] im Bahnhof Schaffhausen mit Werken dieser Art ausgerüstet. Ferner wurde im Jahr 1947 mit dem Einbau von Sekundenwerken in Perronuhren des Hauptbahnhofes Zürich begonnen. Die Erfahrung, dass solche Uhren auf den Abfertigungsbetrieb beruhigend wirken und auch die Einsteigedisziplin des Publikums fördern, spricht für deren weitere Einführung.»
Sieben Jahre später, erschien der bebilderte Artikel Die Sekundenkelle. La palette rouge de secondes (1955) in der mehrsprachigen, offiziellen Reisezeitschrift der Schweiz, Schweiz – Suisse – Svizzera – Switzerland. In Hilfikers Text wurden praktische, technische und gestalterische Aspekte des Sekundenzeigers an eine breite Leserschaft vermittelt. Der Sekundenzeiger, die sogenannte «Sekundenkelle», wird erstmals symbolisch mit den immateriellen Dienstleistungen «Pünktlichkeit» und «Zuverlässigkeit» der Schweizerischen Bundesbahnen verknüpft. Eine ganzseitige Schwarzweissfotografie von Friedrich Engesser (* 1927) zeigt die Bahnhofsuhr mit Sekundenkelle, vermutlich am Hauptbahnhof Zürich.

### Museum für Gestaltung Zürich

Hans Hilfiker 1984 an der Ausstellung „Hans Hilfiker – Ingenieur und Gestalter. Reihe Schweizer Design-Pioniere 1“

Die Ausstellung «Hans Hilfiker. Ingenieur und Gestalter. Schweizer Design Pioniere 1» des Museums für Gestaltung Zürich (damals Kunstgewerbemuseum Zürich) im Jahre 1984 war ein Meilenstein in der Etablierung Hilfikers als Design-Pionier und der Bahnhofsuhr als Kulturgut. Die Einzelausstellung zu Hilfikers Person und Werk eröffnete die sechsteilige Ausstellungsserie «Schweizer Design-Pioniere».

Hansjörg Budliger (1925–2009), damaliger Direktor der Schule und des Museums für Gestaltung Zürich, beschreibt die Ausstellungsserie im Vorwort der begleitenden Ausstellungspublikation als Beiträge 
«[…] zur Aufarbeitung der schweizerischen Design-Geschichte. Es sollen Gestalter präsentiert werden, deren Werk sich durch Eigenart und Eigenständigkeit auszeichnet – Persönlichkeiten und deren Werk, welche, unabhängig von Rang und Ruhm in der Kunst- und Designszene, spezielle Beachtung verdienen, z. B. wegen der Kontinuität und Konsequenz ihres Wirkens, wegen der Besonderheit ihres Denkens und ihrer Methode, wegen ihres wegleitenden Schaffens und der Ausstrahlung, wegen der Vielfalt ihrer Arbeiten.»
Aus designhistorischer Perspektive nahm die Schweizer Bahnhofsuhr in dieser Ausstellung noch eine Nebenrolle ein. Als szenisches Element erschien sie jedoch prominent im Raum «Schweizerische Bundesbahnen 1932–58». Hilfikers Text Die Sekundenkelle lag in der Ausstellung auf und diente der Information des Publikums.
Im Jahr 2001 wurde erstmals eine Schweizer Bahnhofsuhr in die Designsammlung des Museums für Gestaltung Zürich aufgenommen. Zwei weitere Bahnhofsuhren folgten. Seit 2018 ist die Schweizer Bahnhofsuhr Teil der Dauerausstellung Collection Highlights («Höhepunkte der Sammlung») im historischen Gebäude des Museums für Gestaltung Zürich. Zudem wurde sie in den Ausstellungen On time (2007), «100 Jahre Schweizer Design» (2014) und in «SBB CFF FFS» (2019) gezeigt – dort in Form einer digitalen Bildschirmübertragung der Schweizer Bahnhofsuhr aus dem Schaudepot des Museums.

### Landesmuseum Zürich
Das Landesmuseum Zürich nahm die Schweizer Bahnhofsuhr im Jahr 2003 in seine Sammlungen auf. Es zeigte sie im Rahmen der Ausstellung «Aktualität 2022: Wunderbar widersprüchlich» (2022) und in der Ausstellung «Mani Matter» (2011), welche als Wanderausstellung auch im Forum der Schweizer Geschichte in Schwyz (2012) und im Historischen Museum in Bern (2013) zu sehen war.

### Edition «Hochparterre»
Die Publikation Die Bahnhofsuhr. Ein Mythos des Designs aus der Schweiz der Edition Hochparterre erschien 2013. Sie thematisiert neben der Schweizer Bahnhofsuhr und Hans Hilfiker auch die Uhrenfirma Mondaine und die Verbreitung des Designs der SBB-Bahnhofsuhr als Armbanduhr. Das Buch belegt das anhaltende Interesse einer unbestimmten Fangemeinde an der Bahnhofsuhr und festigt ihren Status als Designikone. Das Buch erschien wenige Wochen nach der Lancierung des Armbanduhrenmodells «Stop2Go» durch Mondaine am 30. August 2013. Die von Martin Drechsel (* 1980) designte Bahnhofsuhr für das Handgelenk imitiert den Sekundensprung der Vorbilduhr und übernimmt auch die Konstruktion des Stahlgehäuses, umklammert von zwei Spangen, von der Vorbilduhr an den Bahnhöfen. Der Entwurf zur «Stop2Go» von 2012 ist, wie die Schweizer Bahnhofsuhr, Teil der Designsammlung des Museums für Gestaltung Zürich.